# Sedmá křížová výprava
Sedmá křížová výprava (1248–1254) byla první ze dvou křížových výprav vedených Ludvíkem IX. Francouzským a největší námořní operace v dějinách křížových výprav. Jejím cílem bylo získat zpět Svatou zemi útokem na Egypt, hlavní sídlo muslimské moci na Blízkém východě. Křížová výprava byla vedena v reakci na neúspěchy v Jeruzalémském království, počínaje ztrátou Svatého města v roce 1244. Po počátečním úspěchu skončila křížová výprava porážkou, přičemž většinu armády – včetně krále – zajali muslimové.
Ludvík IX. a jeho vojsko se na cestu vydalo v srpnu roku 1248. Vypluli z nově postaveného přístavu v Aigues-Mortes. Během mezipřistání na Kypru byl místními přesvědčen, že ideálním cílem útoku bude Egypt.

## Příčiny a přípravy výpravy

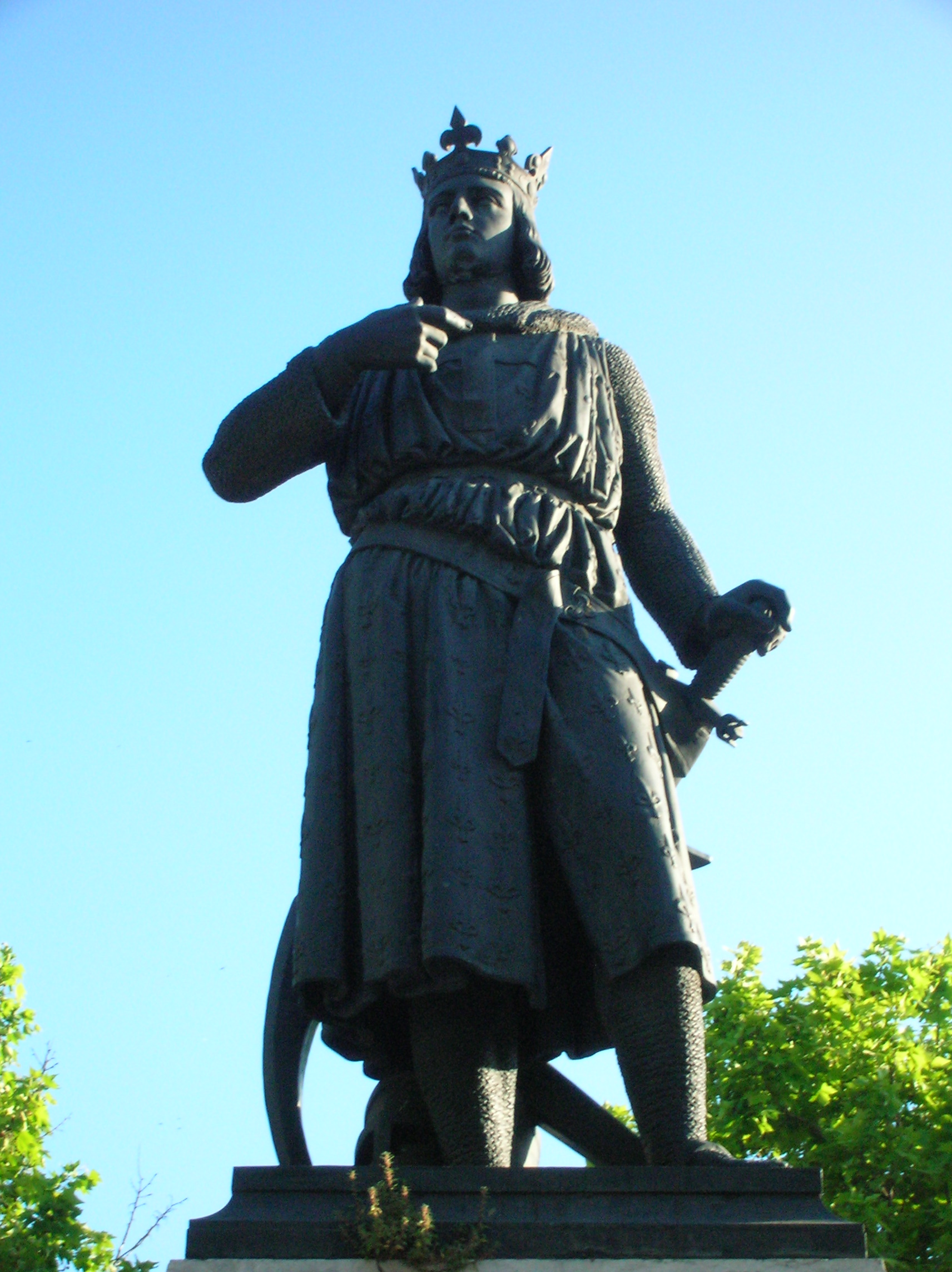
Socha Ludvíka IX. v přístavním městě Aigues-Mortes

Po vypršení míru, který vyjednal Fridrich II. a sultán Al-Kamil, byl v roce 1244 Jeruzalém opět uchvácen muslimy. Tato zpráva o ztrátě Kristova hrobu již nevzbudila v Evropě téměř žádný rozruch. Císař Svaté říše římské Fridrich II. Štaufský v té době soupeřil s papežem Inocencem IV. Navíc měl i problémy s udržením císařské koruny. Proto se křížové výpravy zúčastnit nemohl. V Anglii měl král Jindřich III. velké potíže v bojích proti nespokojeným povstalcům vedených Simonem z Montfortu.
Pouze francouzský král Ludvík IX. se ke křížové výpravě odhodlal. Vyžádal si nejprve od Jindřicha III. smlouvu, že zatímco bude na výpravě, Anglie Francii nenapadne. V roce 1245 pak oficiálně potvrdil svou účast na kruciátě. Snažil se získat k výpravě také norského krále Haakona IV. Do Norska vyrazil jako velvyslanec anglický kronikář Matthew Paris, avšak přesvědčit norského krále se mu nepodařilo. Účast nakonec přislíbili jen Ludvíkovi bratři Alfons a Karel. Král následující tři roky sháněl peníze a prostředky na financování výpravy. Peníze nakonec získal z církevních desátků.

## Průběh

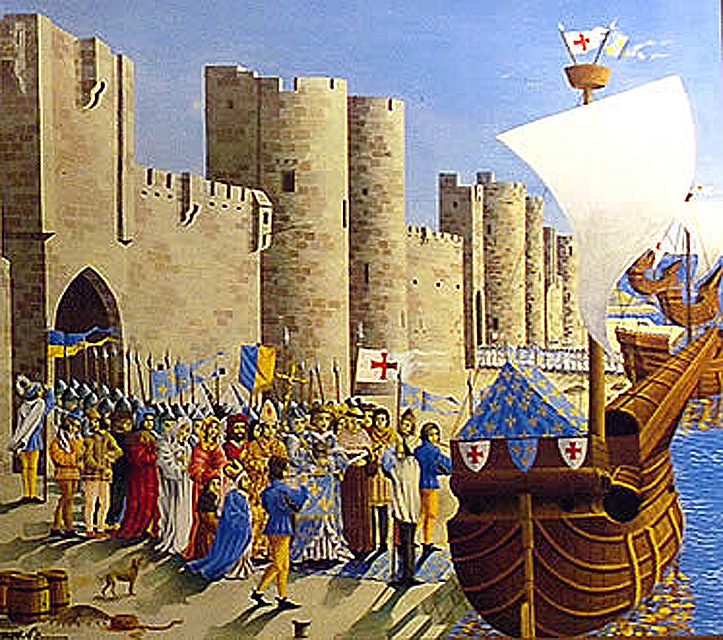
Naloďování v Aigues-Mortes

V roce 1248 nashromáždil Ludvík IX. svou prý až pětadvacetitisícovou armádu v přístavech Aigues-Mortes a Marseille. Ve vojsku bylo 1 500 rytířů a 5 000 střelců z kuší. Loďstvo vyplulo směrem k Egyptu, ale zimu strávili vojáci na Kypru. K francouzskému králi přicházeli během zimování poslové ze všech křižáckých panství s prosbami o pomoc. Latinské císařství chtělo pomoc proti císařství Byzantskému a templáři z Antiochie prosili o pomoc také, protože Turci se právě zmocnili Sidonu.
Ludvík se domníval, že dobytím Egypta by si zajistil zásobování a krytí při případném pozdějším útoku na samotný Jeruzalém.
| „                                                      | Víš, že jsem vůdcem komunity křesťanské, jako já uznávám, že ty jsi vůdcem komunity muslimské... Zmocním-li se tvé země, bude to dar, který mi padl do rukou, jestli zvítězíš a zůstane tobě, budu ti zcela podroben. Informoval jsem tě a varoval před vojsky, která mě poslouchají, a zaplňují hory i pláně, jsou početná jako oblázky na zemi, jejich meče proti tobě vede osud. | “ |
| — (úryvek z dopisu krále Ludvíka egyptskému sultánovi) | |   |

Roku 1249 se vylodil u egyptského přístavu Damietta. 6. června téhož roku byla Damietta po slabém odporu dobyta, protože egyptští obránci se stáhli za řeku Nil. Křižáci však nepočítali s tím, že se Nil vylije z břehů.

Delta Nilu

Povodeň je uvěznila na šest měsíců ve městě. Král také zamítnul dohodu z páté křížové výpravy, která přidělovala přístav pod nadvládu Jeruzalémského království. V listopadu zanechal ve městě svou ženu Markétu a s armádou vydal se na pochod ke Káhiře. Téměř ve stejný čas zemřel Ajjúbovský egyptský sultán as-Sálih Ajjúb, ale vdova Šagrat Al Durr jeho smrt zatajila a podařilo se jí pod jménem zemřelého sultána seskupit mamlúckou armádu a vést ji do boje proti křižákům. Část křižáckého vojska vedená Robertem z Artois, spolu s templáři, napadla nepřátelský tábor u Al-Mansúry. Šagrat Al Durr se rozhodla ubránit Al-Mansúru za každou cenu a mamlúcký velitel Bajbars vymyslel lest, díky které bylo křižácké vojsko poraženo a Robert z Artois byl v bitvě zabit.

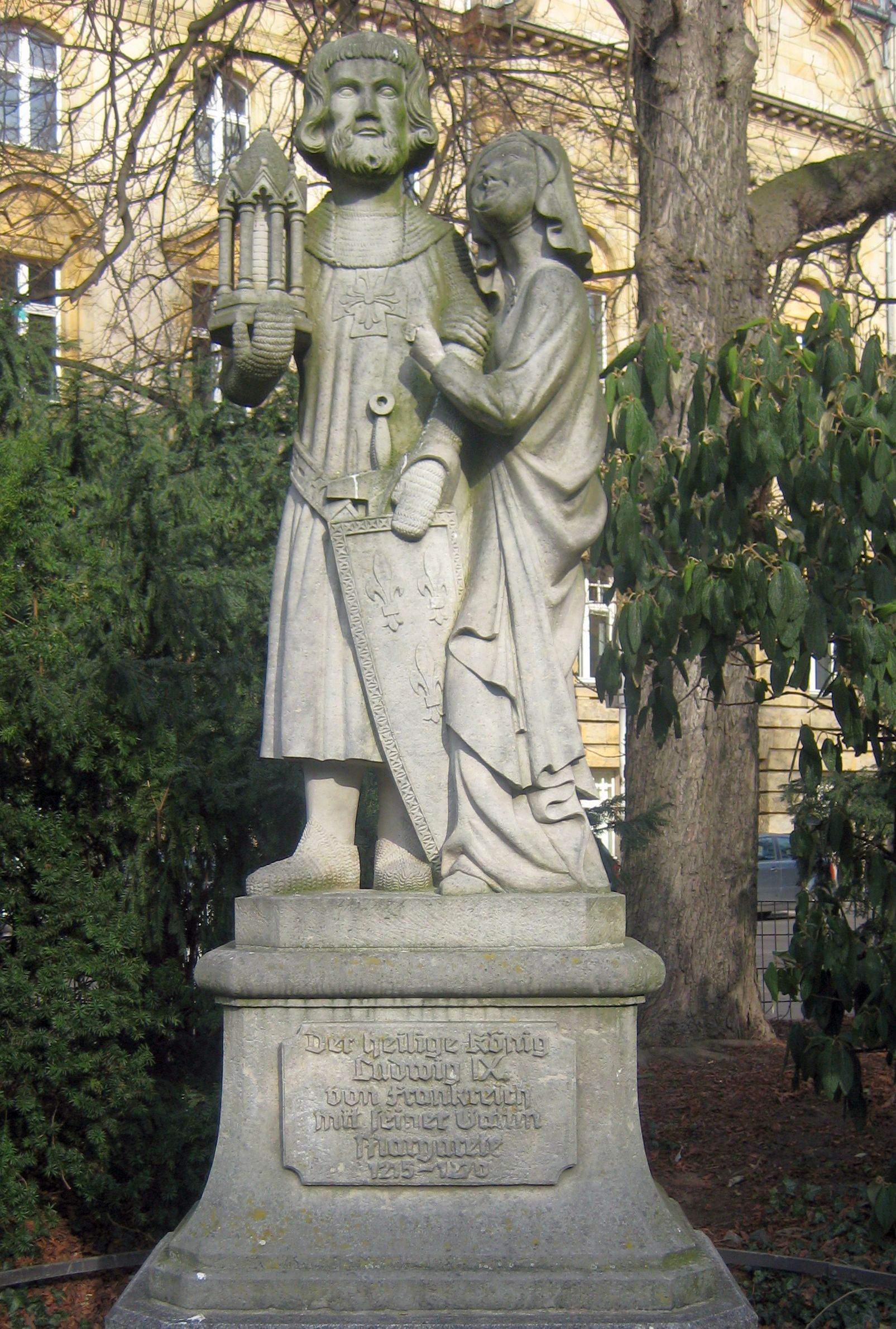
Ludvík IX. a Markéta Provensálská (Berlín)

Hlavní křižácké síly pod velením samotného Ludvíka byly mezitím napadeny Mamlúky, které vedl budoucí sultán al-Muazzam Turanšáh. Ludvík byl poražen, odmítl se však stáhnout zpět k Damiettě a naopak se pokusil dál obléhat Al-Mansúru. Obléhání skončilo katastrofou a křižáci trpěli strašným hladem. Nakonec dal francouzský král pokyn k návratu zpět.
V březnu 1250 na cestě k Damiettě byl Ludvík zajat. Navíc onemocněl úplavicí a zachránili ho až arabští lékaři. Těhotná manželka Markéta stále čekala na králův návrat. Když do města došla zpráva o zajatcích, chystala se francouzská posádka k návratu do vlasti. Královna projevila svou inteligenci a odvahu, byla těsně po porodu, když se jí podařilo přesvědčit své důstojníky, aby místo balení a odchodu začali vyjednávat. V květnu byl Ludvík díky své ženě ze zajetí vykoupen výměnou za město Damietta a 400 000 liver. Okamžitě poté odplul z Egypta do Akkonu, jedné z posledních křesťanských držav ve Svaté zemi. Krátce poté, v roce 1250, byl zabit egyptský sultán al-Muazzam Turanšáh vzbouřivšími se Mamlúky a moci se ujala Šagrat Al Durr. Po necelých třech měsících její vláda skončila a sultánem se stal mamlúcký velitel Mu‘izzuddín Ajbak, za něhož se Šagrat Al Durr provdala.
Ludvík se nakonec s Mamlúky spojil a pomalu začal obnovovat křižácké državy. Poté, co se na východě objevili Mongolové, začal také vyjednávat s jejich chánem Möngkem, vnukem Čingischána. Nevěděl však, že s Mongoly vyjednávají také muslimové. Turci i křižáci se snažili Mongoly získat na svou stranu proti svému soupeři. Ani jedna strana netušila, že Mongolové nemají nejmenší zájem některé z nich pomáhat. Ze spojenectví sešlo, protože Möngke odmítl Ludvíkem nabídnutý křest a francouzský král se odmítl chánovi podrobit.
Francouzskému králi začaly ve Svaté zemi docházet peníze a navíc ho bylo potřeba doma ve Francii, kde právě zemřela jeho matka regentka Blanka Kastilská. Proto se Ludvík rozhodl pro cestu domů. Přestože výprava skončila neúspěchem, získal si tímto činem velkou úctu v celé křesťanské Evropě a časem byl dokonce prohlášen za svatého.